# Villar de Olalla (kommunhuvudort)
Villar de Olalla är en kommunhuvudort i Spanien.   Den ligger i provinsen Provincia de Cuenca och regionen Kastilien-La Mancha, i den centrala delen av landet, 140 km öster om huvudstaden Madrid. Villar de Olalla ligger 911 meter över havet och antalet invånare är 1 028.
Terrängen runt Villar de Olalla är kuperad västerut, men österut är den platt.  Trakten runt Villar de Olalla är nära nog obefolkad, med mindre än två invånare per kvadratkilometer. Närmaste större samhälle är Cuenca, 7,8 km nordost om Villar de Olalla. Trakten runt Villar de Olalla består till största delen av jordbruksmark.